# Jan II Hinckaert
Jan II Hinckaert, heer van Ohain (ca. 1405 – 19 september 1458) was een Brabants jonker uit het geslacht Hinckaert. Hij was burggraaf van Tervuren, grootwoudmeester en opperjachtmeester van Brabant, en raadsheer in de Raad van Brabant (1441-1458).

## Leven
Hinckaert was afkomstig uit een buitenechtelijke tak van het Brabants hertogelijk huis. Ten onrechte is hij lang vereenzelvigd met zijn vader Jan I Hinckaert, maar het blijft niet eenvoudig om hun activiteiten uit elkaar te houden. Met Geertruid van Huldenberg kreeg Jan II Hinckaert verschillende kinderen. 
Hij was schildknaap aan het hof van hertog Filips van Sint-Pol en vervolgens van Filips de Goede. Daarmee was Hinckaert bij de eerste lichting vooraanstaande Brabanders die dankzij de ordonnantie van 1433 in dienst traden van de Bourgondiërs. Hij was een toernooivechter en zegevierde in het prestigieuze steekspel dat in 1429 werd gehouden op de Grote Markt van Brussel. Na de dood van zijn vader rond 1440 volgde hij hem op in zijn woud- en opperjachtmeesterschap. In 1441 werd hij toegelaten tot de Raad van Brabant. Voorts escorteerde hij personaliteiten, zoals de graaf van Charolais in 1440 en Jan IV van Nassau in 1442. 

## Familie
Met zijn echtgenote Geertruid van Huldenberg had Hinckaert vier kinderen:
- Filip II Hinckaert († 9 januari 1473), getrouwd met Gasparina Corsselaar van Wittem
- Katharina Hinckaert, getrouwd in 1444 met Jan van Walhain
- Philippina Hinckaert, getrouwd met Jan van den Heetvelde
- Jan III Hinckaert († 1480), getrouwd met Katharina van der Borch